# بانیاکاوالو
بانیاکاوالو (به ایتالیایی: Bagnacavallo) یک کومونه در ایتالیا است که در استان راونا واقع شده‌است.

## خصوصیات
بانیاکاوالو ۷۹ کیلومترمربع مساحت و ۱۶٬۴۵۹ نفر جمعیت دارد و ۱۲ متر بالاتر از سطح دریا واقع شده‌است.

## خواهرخوانده
شهر Strzyżów خواهرخواندهٔ بانیاکاوالو هست.